# Skinnerhyus shermerorum
Lo skinnerio (Skinnerhyus shermerorum) è un mammifero artiodattilo estinto, appartenente ai taiassuidi. Visse nel Miocene superiore (circa 10 milioni di anni fa) e i suoi resti fossili sono stati ritrovati in Nordamerica (Nebraska).

## Descrizione
Questo animale doveva essere piuttosto simile a un pecari attuale, ma era caratterizzato da un cranio bizzarro: le sue arcate zigomatiche, infatti, formavano delle ampie "ali" che si estendevano all'infuori del cranio, formando un angolo retto e perpendicolare rispetto al cranio. Skinnerhyus era inoltre dotato di un muso più lungo rispetto a quello di qualunque pecari noto, vivente o estinto, e possedeva canini particolarmente sviluppati. 

## Classificazione
Skinnerhyus, descritto per la prima volta nel 2013, è un rappresentante atipico della famiglia dei taiassuidi, il gruppo di artiodattili a cui appartengono gli attuali pecari. Tra i taiassuidi, Skinnerhyus è considerato una forma piuttosto derivata, appartenente al gruppo che comprende sia le forme attuali che alcune forme estinte come Platygonus, Prosthennops e Mylohyus. Assieme all'affine Woodburnehyus, Skinnerhyus era tuttavia dotato di flange zigomatiche peculiari e verticali, che permettono di distinguerlo dagli altri pecari estinti e viventi.